# Чарльз Рутенберг
Чарльз Еміль Рутенберг (англ. Charles Emil Ruthenberg; 9 липня 1882, Клівленд, Огайо — 2 березня 1927, Чикаго) — діяч американського і міжнародного робітничого і комуністичного руху. Генеральний секретар Компартії США.

## Біографія
Народився 9 липня 1882 року в місті Клівленд (штат Огайо) в сім'ї вантажника. Його батьки емігрували в США з Німеччини. Після закінчення школи працював столяром, конторським службовцем, керуючим відділом книговидавничої фірми.
У 1909 році вступив до Соціалістичну партію США.
У 1911 році у був висунутий кандидатом на пост мера Клівленда.
У 1912 році був висунутий кандидатом на пост губернатора штату Огайо.
Був автором прийнятого з'їздом соціалістичної партії у 1917 році маніфесту проти імперіалістичної війни в Європі.
1 травня 1919 року організував демонстрацію Клівлендських робітників під гаслом «Руки геть від Радянської Росії!».
У вересні 1919 року на установчому з'їзді Компартії США став її Генеральним секретарем. В 1920 році став членом Виконавчого комітету Комуністичного інтернаціоналу (ВККІ), а у 1924 — членом Президії ВККІ.
Помер 2 березня 1927 року в Чикаго.
На прохання ВКП(б) американські комуністи перевезли його прах в Радянський Союз.
Урна з прахом поміщена в Кремлівській стіні. Поховання відбулося 26 квітня 1927 року.